# Wilhelm Hasse
Wilhelm Hasse, nemški general, * 24. november 1894, † 21. maj 1945.